# Viterne
Viterne település Franciaországban, Meurthe-et-Moselle megyében. Lakosainak száma 740 fő (2022. január 1.). Viterne Germiny, Maizières, Marthemont, Ochey, Sexey-aux-Forges és Thuilley-aux-Groseilles községekkel határos.

## Népesség
A település népessége az elmúlt években az alábbi módon változott:
| Lakosok száma | 629  | 620  | 634  | 700  | 730  | 729  | 733  | 741  | 741  | 740  |
|               | 1968 | 1982 | 1990 | 2006 | 2013 | 2015 | 2017 | 2019 | 2020 | 2022 |